# نهائي كأس فرنسا 1994
نهائي كأس فرنسا 1994 هي المباراة النهائية من منافسة كأس فرنسا 1993–94، أقيمت المباراة في 14 مايو 1994، في بارك دي برينس، بين فريقي نادي أوكسير، ونادي مونبلييه، وفاز فيها نادي أوكسير، وكان حكم المباراة مارك باتا، وحضر المباراة 45189 شخصاً.